# Villy-le-Maréchal
Villy-le-Maréchal is een gemeente in het Franse departement Aube (regio Grand Est) en telt 135 inwoners (2004). De plaats maakt deel uit van het arrondissement Troyes.

## Geografie
De oppervlakte van Villy-le-Maréchal bedraagt 3,3 km², de bevolkingsdichtheid is 40,9 inwoners per km².
De onderstaande kaart toont de ligging van Villy-le-Maréchal met de belangrijkste infrastructuur en aangrenzende gemeenten.

## Demografie
Onderstaande figuur toont het verloop van het inwonertal (bron: INSEE-tellingen).

Vanwege een beveiligingsprobleem met de MediaWiki Graph-software is het momenteel niet mogelijk deze grafiek weer te geven. Zodra de software is bijgewerkt zal de grafiek vanzelf weer zichtbaar worden.